# 定延
俞定延（：／ Yoo Jeongyeon，1996年11月1日—）是韩国女歌手，韓國女子組合TWICE的成員，在隊內擔任領唱。

## 生涯

### 出道前
俞定延是家中三姐妹中的老么，大姊為演員孔升妍，父親俞昌俊是資深韓國餐廳主廚，母親在阿姨開的日本餐廳工作，二姐俞秀珍是圈外人。三姐妹也是KARD成員全昭珉嬸嬸的姪女，即親家表姐妹。
小時候曾參加JYP娛樂的徵選落榜，之後再次參加試鏡得到了常春藤之星獎。
2010年成為JYP娛樂公開錄用第6期的成員，錄取當日，也受到SM Entertainment招攬，並於2010年3月1日選擇正式成為JYP練習生。
2013年12月，為JYP娛樂2014年預計推出女子組合6MIX的預備成員之一。但由於6MIX有部分成員離開公司，出道計劃被迫重整，未能成功出道，曾在麵包店打工而萌生退意。
2015年5月參與JYP娛樂與Mnet合作的生存實境節目《SIXTEEN》，是最後一位公開真面目與預告的成員，成為TWICE的出道成員之一。

### SIXTEEN時期
2015年6月5日尚為JYP練習生的定延與子瑜獲選為韓國職棒開球來賓，該場比賽是由尼克森英雄隊對上斗山熊隊，於6月7日下午5點於首爾木洞球場開打。
在TWICE的隊長選票得第2名，擊敗老大娜璉，敗給志效。

### TWICE活動
2015年10月20日推出首張迷你專輯《THE STORY BEGINS》，並舉辦出道Showcase「OOH-AHH, TWICE」正式出道，同日發表主打歌〈Like OOH-AHH〉的MV。
2016年3月14日，定延與子瑜再度受邀，擔任4月2日LG雙子隊開季第2戰的開球嘉賓。
2016年6月5日，定延在新喀里多尼亞拍攝《叢林的法則》時被一隻馬踢中左小腿，為防再度傷害而打半石膏回國治療。，並於7月尾帶傷到紐約和洛杉磯參加KCon。在8月參加JYPNation 演唱會時已康復。
2018年10月25日，成為TWICE第一位獻唱韓語電影主題曲的成員，在姐姐參演的第一部微電影《My Dream Class - 孤島教室 （页面存档备份，存于）》與她獻唱主題曲。
2020年10月17日，JYP娛樂宣布定延的心理上對日程安排感到緊張和不安，經與定延本人及成員協議後，暫時不會參與正規二輯《Eyes Wide Open》的回歸活動。
2021年8月18日，JYP娛樂宣布定延因患恐慌症和心理焦慮症，將暫停所有活動，並專注於治療。
2022年2月，定延於TWICE 4TH WORLD TOUR III北美站回歸，重新以團員身份活動。
2025年7月，韓國媒體報導定延確定出演電影《新兵：The Movie》，飾演軍醫官一角。

## 創作作品
韓國音樂著作權協會登記編號為10020131
| 年份   | 發佈日期 | 歌曲名稱         | 收錄專輯      | 性質     |
| 2017年 | 10月30日 | LOVE LINE        | Twicetagram   | 作词     |
| 2018年 | 4月9日   | SWEET TALKER     | What is Love? | 合作作词 |
| 2018年 | 11月5日  | LALALA           | Yes or Yes    | 作词     |
| 2019年 | 9月23日  | 21:29            | Feel Special  | 合作作词 |
| 2020年 | 6月1日   | SWEET SUMMER DAY | MORE & MORE   | 合作作词 |
| 2022年 | 7月27日  | Celebrate        | Celebrate     | 合作作词 |
| 2024年 | 2月23日  | BLOOM            | With YOU-th   | 作词     |

## 音樂作品

### 英語作品
數位單曲
- 2023-11-01〈O Christmas Tree〉

### 參與音樂錄影帶
| 年份   | 音樂錄影帶        | 歌手                                            | 合作藝人                                 |
| 2014年 | Girls Girls Girls | GOT7                                            | 娜璉                                     |
| 2015年 | Only You          | miss A                                          | 娜璉、Momo、志效、Mina、彩瑛、子瑜       |
| 2016年 | Fire              | 朴軫永、柯南·奧布萊恩、史蒂文·連、朴智敏（15&） | 娜璉、Momo、Sana、志效、Mina、彩瑛、子瑜 |

## 影視作品
僅列出定延的個人影視作品，團體影視作品請參考TWICE媒體作品列表條目。

### 固定綜藝
| 年份   | 日期            | 電視臺 | 節目名稱       |
| 2016年 | 8月5日－8月19日 | SBS    | 《叢林的法則》 |

## 主持
| 年份   | 日期                  | 電視臺  | 節目名稱           | 備註                         |
| 2016年 | 3月17日               | Mnet    | 《M! Countdown》   | 實習主持（與彩瑛）           |
| 2016年 | 3月24日               | Mnet    | 《M! Countdown》   | 實習主持（與彩瑛）           |
| 2016年 | 4月7日                | Mnet    | 《M! Countdown》   | 實習主持（與彩瑛）           |
| 2016年 | 7月3日－2017年1月22日 | SBS     | 《人氣歌謠》       | 固定主持（與金玟錫、孔升妍） |
| 2017年 | 11月24日              | KBS     | 《Music Bank》     | 特別主持（與Sana）           |
| 2017年 | 12月16日              | MBC     | 《Show! 音樂中心》 | 特別主持（與娜璉）           |
| 2024年 | 7月20日－11月30日     | YouTube | 《鑑別師》第一季   | 固定主持                     |

## 廣播電台
僅列出定延的個人參與廣播電台，團體廣播電台請參考TWICE媒體作品列表條目。
| 年份   | 日期     | 電台         | 節目名稱               | 團員共同演出                       |
| 2016年 | 5月23日  | SBS Power FM | 《裴晟宰的TEN》        | 多賢                               |
| 2016年 | 10月25日 | SBS Power FM | 《崔華靜的Power Time》 | 娜璉、Momo、Sana、志效、Mina、子瑜 |
| 2017年 | 2月27日  | KBS Cool FM  | 《Kiss The Radio》     | 娜璉、Momo、Sana、Mina、多賢、子瑜 |

## 獎項與榮譽

### 大型頒獎禮獎項
| 年份   | 獎項                                                |
| 2016年 | - SBS演藝大賞－女子新人獎（與孔升妍，《人氣歌謠》） |